# Jevgenyij Vlagyimirovics Lusnyikov
Jevgenyij Vlagyimirovics Lusnyikov, cirill írással Евгений Владимирович Лушников (Cseljabinszk, 1976. március 2. –) orosz kézilabdázó, az MKB Veszprém KC korábbi védekező specialista játékosa.

## Pályafutása
Karrierjét szülővárosában kezdte, a Poljot Cseljabinszk együttesében. Később ismertebb orosz csapatokban, például a CSZKA Moszkvában és a Csehovszkije Medvegyiben is játszott. 2004-től hét szezonon keresztül játszott Magyarországon, az MKB Veszprém csapatában. Ezután még két évig játszott orosz klubokban, majd abbahagyta kézilabda-karrierjét. Jelenleg egy moszkvai sportiskolában dolgozik.
Lusnyikov szerepelt a válogatottban is, 21 mérkőzésen léphetett pályára az orosz csapatban.

## Fordítás
- Ez a szócikk részben vagy egészben  a   Jewgeni Luschnikow című német Wikipédia-szócikk fordításán alapul.  Az eredeti cikk szerkesztőit annak laptörténete sorolja fel. Ez a jelzés csupán a megfogalmazás eredetét és a szerzői jogokat jelzi, nem szolgál a cikkben szereplő információk forrásmegjelöléseként.